# Мортимер, Роджер, 1-й барон Вигмор
Ро́джер Мо́ртимер (англ. Roger Mortimer; примерно 1231 — 26 октября 1282) — английский аристократ, 1-й барон Вигмор из знатного рода Мортимеров нормандского происхождения. Благодаря удачному браку с наследницей Браозов приобрёл обширные владения в Уэльсе, Англии и Ирландии и стал одним из самых могущественных лордов Валлийской марки. Был в числе баронов-оппозиционеров, пытавшихся ограничить королевскую власть Оксфордскими провизиями в 1258 году, однако позже перешёл на сторону Генриха III. Личная распря между Мортимером и Симоном де Монфором стала одним из главных поводов к началу Второй баронской войны. Роджер сражался на стороне короля и в битве при Ившеме в 1265 году лично убил одного из руководителей мятежников, Хью ле Диспенсера; голову Монфора, погибшего в том же бою, он отправил своей жене как трофей. В начале правления Эдуарда I Мортимер принял активное участие в завоевании Уэльса. Он умер в начале решающего похода. Его внуком был Роджер Мортимер, 1-й граф Марч, — фактический правитель Англии в 1326—1330 годах.

## Происхождение
Роджер Мортимер принадлежал к знатному и влиятельному баронскому роду нормандского происхождения. Его предок, тоже Роджер (Рожер), живший в XI веке и владевший землями в Верхней Нормандии, помог своему родственнику герцогу Вильгельму завоевать Англию и получил за это обширные владения на юго-западе королевства — в Херефордшире и Шропшире. Опираясь на Вигморский замок, Мортимеры начали экспансию против княжеств Уэльса, параллельно принимая активное участие во внутриполитической борьбе в Англии. В качестве баронов Валлийской марки они добились широкой автономии, включая право исключительной судебной и административной юрисдикции.
Роджер был потомком родоначальника в пятом поколении. Он стал первым из трёх сыновей Ральфа Мортимера, барона Вигмора, и Гвладис Ди, дочери князя Гвинеда Лливелина Великого, контролировавшего до своей смерти в 1240 году практически весь Уэльс. Матерью Гвладис Ди была предположительно внебрачная дочь короля Англии Джона Безземельного, так что Роджер Мортимер приходился своему сюзерену Генриху III внучатым племянником.

## Биография

### Ранние годы и наследство
Точная дата рождения Роджера Мортимера неизвестна. Его родители поженились в 1230 году, а потому рождение первого ребёнка исследователи датируют примерно 1231 годом. Соответственно Роджеру было не больше пятнадцати лет, когда умер его отец (август 1246 года). Над семейными владениями была установлена королевская опека. Спустя полгода наследник выплатил короне две тысячи марок и вступил во владение; платёж может рассматриваться как компенсация за отказ короля от законного права управлять землями Мортимеров до совершеннолетия Роджера. В 1247 году Мортимер смог существенно расширить свои владения, женившись на одной из наследниц угасшего рода Браозов: последний представитель старшей ветви этого семейства был повешен в 1230 году дедом Роджера, Лливелином Великим, и оставил только четырёх дочерей. Женившись на второй из них, Роджер получил права на Радноршир, Нарбер, Бильт и существенную часть Брекнокшира, что резко усилило его позиции в Валлийской марке. Кроме того, его тёща принадлежала к роду Маршалов, угасшему со смертью её брата Ансельма (1245 год), и после её смерти Мортимер смог принять участие в разделе богатейшего наследства, включавшего земли в Уэльсе, Англии и Ирландии. Историк Д. Эйтон констатирует, что именно с этого момента «история дома Мортимеров выходит за рамки чисто провинциальных хроник и становится заметной в анналах нации».
Все эти новые владения были получены не сразу. Роджеру пришлось спорить о разделе с мужьями других наследниц Браозов (кроме Мортимера, это были Хамфри V де Богун и Уильям III де Контело) и настаивать на освобождении выморочных земель от опеки короны. Возможно, в случае с Мортимером королевские чиновники не торопились передавать поместья потому, что этот лорд рано продемонстрировал свою оппозиционность монарху: он не любил иностранных советников Генриха III и выступал за ограничение королевской власти. Только в феврале 1259 года наследство Браозов было окончательно передано его новым владельцам. При этом два поместья в Глостершире, составлявшие часть доли Мортимера, король пожаловал своему брату Ричарду Корнуоллу, что стало ещё одной причиной появления у Роджера претензий к Генриху.
Тем не менее до определённого момента отношения с короной были мирными: в 1253 году в Уинчестере Генрих III посвятил Мортимера в рыцари, а затем тот отправился в составе свиты короля в Гасконь.

### Борьба с Лливелином ап Грифидом

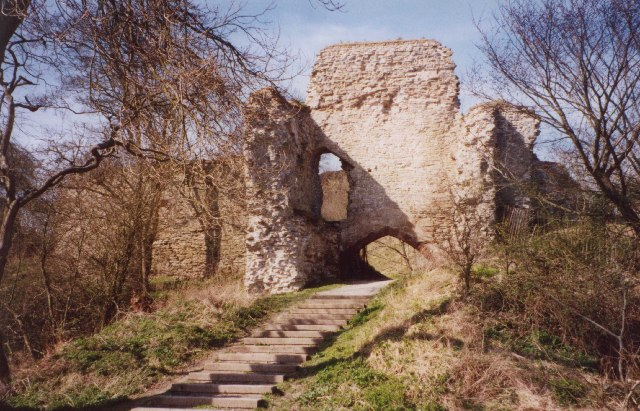
Руины замка Вигмор — родовой резиденции Мортимеров

По возвращении с континента (1254 год) Мортимер в числе других баронов Валлийской марки столкнулся с попытками реванша со стороны его двоюродного брата — Лливелина ап Грифида, князя Гвинеда. Лливелин пытался установить контроль над всем Уэльсом подобно своему деду и для этого развернул наступление на английских лордов; одной из главных его целей был захват Майлиэнида и Гуртейрниона, с 1241 года контролировавшихся Мортимерами. В 1256 году Лливелин занял Гуртейрнион, и при этом сэр Роджер не получил поддержки от короны — возможно, из-за своих оппозиционных настроений. Только в январе 1257 года король пообещал Мортимеру поддержку в виде денежного платежа — 200 марок, из которых тот получил только 100.
В 1259 году Роджер Мортимер был в составе делегации баронов, заключившей с Лливелином в замке Монтгомери перемирие на один год (25 июля). Сразу по истечении этого срока князь Гвинеда захватил одну из главных английских крепостей в регионе — замок Билт, которым Мортимер управлял от имени наследника престола, принца Эдуарда (июль 1260 года). Роджер в это время находился в Лондоне, где отстаивал свои претензии на земли в Глостершире. Падение Билта серьёзно осложнило отношения между Мортимером с одной стороны и королём и его наследником с другой. Вернувшись в Уэльс, Мортимер передал епископам Бангора и Сент-Асафа письмо архиепископа Кентерберрийского, в котором тот отлучал Лливелина от церкви. Совместно с Ричардом де Клером Роджер собрал армию, чтобы присоединиться к королю в решающем походе на Гвинед, но тот предпочёл заключить новое перемирие — теперь уже на два года, что стало для баронов огромным разочарованием. Подпись Мортимера под новым договором не была поставлена.
Сэр Роджер не считал необходимым соблюдать перемирие и предпринимал атаки на пограничные районы Уэльса, что давало Лливелину основания для жалоб королю. В ноябре 1262 года вассалы Мортимера в Майлиэниде восстали против него и призвали князя Гвинедда на помощь; тот привёл армию, занял замки Кнуклас, Бледдфа и Кефнлис и разгромил Роджера с его племянником Хамфри де Богуном. Мортимер вскоре отбил Кефнлис, но инициатива оставалась за Лливелином, взявшим Раднор и принявшим присягу у жителей Брекона (1263 год). На дальнейшее развитие конфликта существенно повлияла гражданская война в Англии.

### Гражданская война
Когда собравшаяся в Оксфорде английская знать сформировала комитет для составления требований к Генриху III (1258 год), Роджер Мортимер оказался одним из двенадцати баронов, вошедших в состав этого комитета. 18 октября 1258 года он поставил свою подпись под текстом Оксфордских провизий — петиции лордов, содержавшей требование начать реформы и принятой королём. Сэр Роджер стал одним из пятнадцати королевских советников, с которыми монарх должен был согласовывать решение государственных вопросов, и одним из двадцати четырёх уполномоченных, избранных, чтобы рассмотреть вопрос о помощи, которая требовалась королю для ведения войны с Уэльсом. В 1259 году Мортимер участвовал в заключении мира с Францией, а согласно Вестминстерским постановлениям он должен был вместе с Филиппом Бассетом постоянно находиться рядом с юстициарием Англии.
В дальнейшем сэр Роджер некоторое время оставался в числе баронов, настроенных оппозиционно по отношению к королю, но ситуация осложнялась рядом факторов. В частности, возникли напряжённые отношения между Мортимером и Симоном де Монфором, возглавлявшим оппозицию: король, рассчитывая сделать Мортимера своим сторонником, пожаловал ему ряд земель в Валлийской марке, на которые претендовал Монфор. Последний к тому же искал союза с Лливелином Уэльским, главным врагом сэра Роджера. С другой стороны, Мортимер ввиду ухудшения общей ситуации на границе с Уэльсом старался поддерживать тесные связи с принцем Эдуардом, управлявшим королевскими землями в этом регионе, и Ричардом де Клером — крупнейшим магнатом Марки, который в 1261 году перешёл на сторону короля. В ноябре 1261 года все лорды согласились на временный компромисс с короной. Генрих III 7 декабря того же года официально помиловал некоторых своих противников — в том числе Монфора и Мортимера; если первый, принимая помилование, пытался только выиграть время, то для второго примирение с монархом стало искренним и окончательным. С этого момента сэр Роджер участвовал во внутриполитической борьбе исключительно на стороне короны.
В первые месяцы 1264 года в Англии началась полномасштабная гражданская война. Первые столкновения произошли ещё в декабре 1263 года, когда принц Эдуард передал сэру Роджеру три поместья в Херефордшире, на которые претендовал Монфор; последний в знак протеста разграбил эти земли. В январе король Франции Людовик IX, выбранный на роль арбитра в споре лордов с Генрихом III, своей Амьенской мизой освободил последнего от обязанности соблюдать условия Оксфордских провизий. Ответом на это стало восстание баронов. В феврале Монфор отправил своих сыновей Генри и Симона с войском в Марку. Те взяли Вигмор, заняли ряд замков Роджера Клиффорда и Томаса Корбета. Однако Мортимер, получивший от принца Эдуарда в качестве компенсации замки Хай и Хантингтон, разбил Симона де Монфора-младшего и преследовал его до Нортгемптона; в апреле этот город был взят, а Симон попал в плен.
14 апреля 1264 года сэр Роджер был в составе королевской армии, сражавшейся при Льюисе в Сассексе. Мятежники одержали там полную победу; Мортимер вместе с несколькими другими баронами Марки смог бежать с поля боя и укрыться в Певенси. После того, как Генрих III подписал соглашение с оппозицией, сэру Роджеру разрешили вернуться домой при условии, что он освободит всех захваченных в Нортгемптоне пленных, а одного из своих сыновей оставит в качестве заложника. Эти условия не были выполнены. Монфор, навязавший королю соблюдение Оксфордских провизий и ставший фактическим правителем Англии, осенью того же года вызвал Мортимера на собрание знати, но тот проигнорировал этот вызов и снова взялся за оружие. Совместно с Клиффордом он занял Глостер, Бриджнорт и Мальборо. Тогда Монфор объединил свои силы с Лливелином, вторгся в Валлийскую марку (декабрь 1264 года) и опустошил земли своих врагов. Бароны Марки, чтобы получить мир, постановили, что Мортимер должен отправиться на год и один день в изгнание в Ирландию.

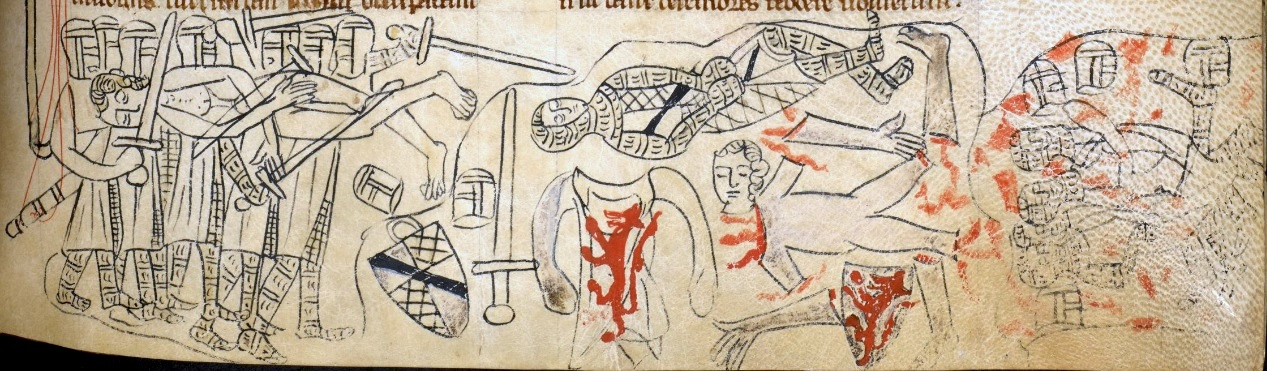
Тела Симона де Монфора и Хью ле Диспенсера на поле битвы при Ившеме. Миниатюра XIII века

Однако сэр Роджер отказался выполнять это требование и остался в Вигморе. Тем временем коалиция лордов-оппозиционеров начала разваливаться: на сторону короны перешли Гилберт де Клер, 7-й граф Глостер (он наследовал отцу в 1264 году и какое-то время поддерживал Монфора), и Джон Гиффард. Мортимер и Клер заключили союз и начали подготовку к новой войне. Монфор снова двинулся против в них с армией, взяв с собой в качестве пленника принца Эдуарда. В конце мая 1265 года принц бежал и нашёл приют в Вигморе (источники сообщают, что автором плана побега был сэр Роджер). В ещё одном замке Мортимера, Ладлоу, Эдуард собрал войско. В последовавшей за этим кампании сэр Роджер был одним из трёх командующих (наряду с принцем и Глостером); мятежные бароны были разбиты сначала при Кенилворте (31 июля), а потом при Ившеме (4 августа). Во время второго сражения Мортимер, командовавший арьергардом, лично убил в схватке Хью ле Диспенсера, одного из главных оппозиционеров. Монфор тоже был убит, и его отрубленную голову сэр Роджер отправил в качестве трофея своей жене.
На этом война не закончилась. Мортимер двинулся против Лливелина и 15 мая 1266 года был разгромлен при Бреконе. В том же году он участвовал в осаде Кенилворта. Король в благодарность назначил сэра Роджера должностью шерифа Херефордшира, передал ему Херефордский замок и ряд поместий, наделил его имение Клеобери в Шропшире широкой автономией. Мортимер получил и владения де Веров в нескольких графствах, конфискованные за участие в мятеже. Боясь потерять новые приобретения, он настаивал на максимально суровом наказании для мятежников, из-за чего поссорился с Гилбертом де Клером. Последний весной 1267 года поднял новый мятеж и принудил короля к компромиссу: остававшиеся к тому времени в живых сторонники Монфора были помилованы. Мортимеру пришлось вернуть земли де Веров, но он получил за них денежную компенсацию.

### Поздние годы
После гражданской войны до самой своей смерти Мортимер оставался близким другом и доверенным лицом принца Эдуарда (с 1272 года — короля Эдуарда I). 2 августа 1270 года, когда принц отправился в Святую землю, сэр Роджер вошёл в состав совета, который должен был опекать детей Эдуарда и управлять его владениями (другими членами совета стали архиепископ Йоркский, брат короля Ричард и ещё двое баронов). После смерти Генриха III в ноябре 1272 года Мортимер стал наряду с Филиппом Бёрнеллом и Филиппом Бассетом одним из трёх регентов королевства. До возвращения нового монарха в августе 1274 года ему пришлось подавить восстание в северных графствах и наказать бывшего уинчестерского настоятеля, пытавшегося вернуться на свой пост.
Сэр Роджер продолжал активно участвовать в валлийских делах. Согласно договору в Монтгомери, заключённому между Англией и Гвинедом в 1267 году, он получил на время Майлиэнид, дальнейшую судьбу которого должен был решать суд (согласно обычаям Марки). Однако Мортимер и не думал полагаться на судей: он старался прочно закрепиться в спорном регионе, строя там замки и увеличивая воинские контингенты. Параллельно он помогал Богунам в их попытках вернуть Брекон. Лливелин использовал эти действия баронов как предлог, чтобы не приносить королю вассальную присягу и не реагировать на его вызовы. К 1276 году дело дошло до открытой конфронтации. Готовясь к вторжению в Уэльс, Эдуард I назначил Мортимера капитаном Шропшира, Стаффордшира и Херефордшира, откуда тот должен был совместно с Генри де Ласи, 3-м графом Линкольном, двинуться в центральную часть Уэльса. Кампания оказалась успешной: Мортимер и Ласи смогли вернуть к власти в Поуисе изгнанного Лливелином местного князя и взять ряд замков, включая Билт. Когда Лливелин согласился на тяжёлый для него мир, Мортимер получил от короля в благодарность за службу ряд территорий в Центральном Уэльсе (1277 год). Позже ослабленный князь Гвинедда был вынужден заключить с Мортимером союз, направленный против всех врагов, кроме короля Англии; чтобы скрепить эту дружбу, князь передал сэру Роджеру Гуртейрнион (октябрь 1281 года).
К этому времени Мортимер, уже немолодой и больной, начал отходить от дел. В 1279 году в замке Кенилворт он торжественно отпраздновал свой уход с военной службы, организовав роскошный пир и турнир; гостями на этом празднике были сто рыцарей и сто дам, и Мортимер потратил на их приём огромные деньги. Осенью 1282 года стало ясно, что его болезнь смертельна. Сэр Роджер, отягощённый долгами перед короной, боялся, что его завещание будет оспорено, а потому добился от архиепископа Кентерберийского подтверждения основных положений этого документа. Впрочем, Эдуард I 27 октября того же года выдал специальный патент, в котором в качестве «особой милости» объявлялось, что, если Мортимер умрёт от болезни, его душеприказчикам не будут препятствовать в исполнении воли покойного из-за его долгов казне. Барон умер днём ранее и был похоронен в родовой усыпальнице в Вигморе, рядом с предками. В это самое время его сыновья участвовали в окончательном завоевании Уэльса: в столкновении именно с ними погиб в декабре 1282 года Лливелин ап Грифид.

## Семья
Роджер Мортимер был женат с 1247 года на Мод де Браоз, дочери Уильяма де Браоза, 10-го барона Абергавенни, и Евы Маршал, пережившей его на 19 лет. В этом браке родились семеро детей:
- Ральф (умер в 1275 году);
- Эдмунд (1251—1304), 2-й барон Вигмор;
- Изабелла (умерла в 1292 году); 1-й муж — Джон Фитцалан, 7-й граф Арундел, 2-й муж — Роберт Гастингс;
- Маргарет (умерла в 1297 году); муж — Роберт де Вер, 6-й граф Оксфорд;
- Роджер (умер в 1326 году), барон Мортимер из Чирка;
- Джеффри;
- Уильям (умер в 1297 году)[16][3].

Наследником отца должен был стать Ральф, но он умер молодым и бездетным, и его место занял второй сын, Эдмунд, уже начавший к тому моменту духовную карьеру. Сын Эдмунда Роджер стал самым известным представителем рода Мортимеров в качестве главного врага короля Эдуарда II, любовника королевы Изабеллы Французской, 1-го графа Марч и фактического правителя Англии в 1326—1330 годах.